# Швейцер, Себастьян
Себастья́н Шве́йцер (нем. Sebastian Schweizer; род. 30 июня 1980) — немецкий кёрлингист.
Играет на позициях первого и второго.
Серебряный призёр Чемпионата Европы по кёрлингу среди смешанных команд 2011, трёхкратный чемпион Германии среди мужчин (2003, 2015, 2016).

## Достижения
- Чемпионат Германии по кёрлингу среди мужчин: золото (2003, 2015, 2016), серебро (2001), бронза (2004, 2013, 2014).
- Чемпионат Европы по кёрлингу среди смешанных команд: серебро (2011).
- Чемпионат Германии по кёрлингу среди смешанных пар: бронза (2020).

## Команды
| Сезон                                            | Четвёртый         | Третий             | Второй            | Первый                                     | Запасной                                                         | Турниры                              |
| ------------------------------------------------ | ----------------- | ------------------ | ----------------- | ------------------------------------------ | ---------------------------------------------------------------- | ------------------------------------ |
| 1998—99                                          | Андреас Ланг      | Райнер Байтер      | Себастьян Швейцер | Стефан Клайбер                             | Йорг Энгессер                                                    | ЧМЮ 1999 (6 место)                   |
| 2000—01                                          | Андреас Ланг      | Ричард Кук         | Райнер Байтер     | Себастьян Швейцер                          | Йорг Энгессер                                                    | ЧГМ 2001                             |
| 2002—03                                          | Андреас Ланг      | Райнер Байтер      | Юрген Бек         | Себастьян Швейцер                          | Йорг Энгессер тренер: Дик Хендерсон (ЧМ)                         | ЧГМ 2003 · ЧМ 2003 (9 место)         |
| 2003—04                                          | Андреас Ланг      | Райнер Байтер      | Себастьян Швейцер | Йорг Энгессер                              |                                                                  | ЧГМ 2004                             |
| 2011—12                                          | Александр Бауман  | Мануэль Вальтер    | Себастьян Швейцер | Йорг Энгессер                              |                                                                  |                                      |
| 2012—13                                          | Александр Бауман  | Мануэль Вальтер    | Себастьян Швейцер | Йорг Энгессер                              |                                                                  | ЧГМ 2013                             |
| 2013—14                                          | Александр Бауман  | Мануэль Вальтер    | Себастьян Швейцер | Йорг Энгессер                              | Марк Бастиан                                                     | ЧГМ 2014                             |
| 2014—15                                          | Александр Бауман  | Мануэль Вальтер    | Марк Мускатевиц   | Себастьян Швейцер                          | Йорг Энгессер тренер: Мартин Байзер                              | ЧЕ 2014 (8 место)                    |
| 2014—15                                          | Александр Бауман  | Мануэль Вальтер    | Себастьян Швейцер | Марк Бастиан                               | Йорг Энгессер                                                    | ЧГМ 2015                             |
| 2015—16                                          | Александр Бауман  | Мануэль Вальтер    | Марк Мускатевиц   | Себастьян Швейцер                          | Даниэль Херберг тренер: Катя Швейцер                             | ЧЕ 2015 (6 место)                    |
| 2015—16                                          | Александр Бауман  | Мануэль Вальтер    | Марк Мускатевиц   | Себастьян Швейцер                          | Даниэль Ротбаллер тренер: Томас Липс                             | ЧГМ 2016 · ЧМ 2016 (12 место)        |
| 2016—17                                          | Александр Бауман  | Мануэль Вальтер    | Даниэль Херберг   | Райан Шеррард                              | Себастьян Швейцер тренер: Томас Липс                             | ЧМ 2017 (10 место)                   |
| 2017—18                                          | Александр Бауман  | Мануэль Вальтер    | Даниэль Херберг   | Райан Шеррард (ЧЕ), Себастьян Швейцер (ЧМ) | Себастьян Швейцер (ЧЕ), Райан Шеррард (ЧМ) тренер: Мартин Байзер | ЧЕ 2017 (5 место) ЧМ 2018 (13 место) |
| 2018—19                                          | Марк Мускатевиц   | Сикстен Тотцек     | Даниэль Нойнер    | Райан Шеррард                              | Себастьян Швейцер тренер: Мартин Байзер                          | ЧЕ 2018 (4 место)                    |
| 2018—19                                          | Александр Бауман  | Райан Шеррард      | Даниэль Нойнер    | Себастьян Швейцер                          |                                                                  |                                      |
| Кёрлинг для смешанных команд (mixed curling)     |                   |                    |                   |                                            |                                                                  |                                      |
| 2011—12                                          | Александр Бауман  | Анн-Катрин Бастиан | Мануэль Вальтер   | Катя Швейцер                               | Себастьян Швейцер, Йозефине Оберман                              | ЧЕСК 2011                            |
| Кёрлинг для смешанных пар (mixed double curling) |                   |                    |                   |                                            |                                                                  |                                      |
| 2011—12                                          | Себастьян Швейцер | Йозефине Оберман   |                   |                                            |                                                                  | ЧГСП 2020                            |

(скипы выделены полужирным шрифтом)